# Dick Allman
Pour les articles homonymes, voir Allman.
Messina Wilson « Dick » Allman était un footballeur anglais né le 5 avril 1883 à Burslem et mort en décembre 1943  à Croydon, un quartier de Londres (Angleterre, Royaume-Uni).

## Carrière
- 1903-1905 : Burslem Port Vale  Angleterre
- Reading  Angleterre
- Portsmouth  Angleterre
- 1907-1908 : Plymouth Argyle  Angleterre
- Stoke City  Angleterre
- Liverpool  Angleterre
- Wrexham  Pays de Galles
- Grantham Town  Angleterre
- Ton Pentre  Pays de Galles
- Leicester Fosse  Angleterre
- Croydon Common  Angleterre